# Hnilčík
Hnilčík (allemand : Kleineisenbach) est un village de Slovaquie situé dans la région de Košice.

## Histoire
Première mention écrite du village en 1315.

## Démographie

### Évolution de la population
| Année:               | 1994. | 2004.   | 2014.   | 2024.   |
| -------------------- | ----- | ------- | ------- | ------- |
| Nombre de personnes: | 490   | 520     | 547     | 535     |
| Différence:          |       | +6,12 % | +5,19 % | -2,19 % |

| Année:               | 2023. | 2024.   |
| -------------------- | ----- | ------- |
| Nombre de personnes: | 548   | 535     |
| Différence:          |       | -2,37 % |